# Campionatul Mondial de Hochei pe Gheață Masculin din 2024
Campionatul Mondial de Hochei pe Gheață Masculin din 2024 a fost găzduit de Cehia în perioada 10-26 mai 2024 și organizat de Federația Internațională de Hochei pe Gheață (IIHF).

## Arene
| Praga                       | PragaOstrava | Ostrava                           |
| O2 Arena Capacitate: 17.383 | PragaOstrava | Ostravar Aréna Capacitate: 10.004 |
|                             | PragaOstrava |                                   |

## Participanți
Calificată ca țără gazdă
- Cehia

Calificate automat după clasarea pe primele 14 locuri la Campionatul Mondial de Hochei pe Gheață Masculin din 2023
- Austria
- Canada
- Danemarca
- Elveția
- Finlanda
- Franța
- Germania
- Kazahstan
- Letonia
- Norvegia
- Slovacia
- Suedia
- SUA

Calificate după promovarea din Campionatul Mondial de Hochei pe Gheață Masculin din 2023 Divizia 1
- Marea Britanie
- Polonia

## Arbitri
16 arbitri principali și de linie au fost anunțați la 9 mai 2024.
| Arbitri principali | Arbitri de linie |
| --- | --- |
| - Michael Campbell - Mark Pearce - Martin Fraňo - Jan Hribik - Riku Brander - Lassi Heikkinen - Mikko Kaukokari - Kristian Vikman - André Schrader - Andris Ansons - Tomáš Hronský - Tobias Björk - Christoffer Holm - Mikael Holm - Michael Tscherrig - Sean MacFarlane | - Tarrington Wyonzek - Daniel Hynek - Jiří Ondráček - Josef Špůr - Lauri Nikulainen - Tim Heffner - Andreas Hofer - Dāvis Zunde - Oto Durmis - Ludvig Lundgren - Anders Nyqvist - Emil Yletyinen - Dario Fuchs - Kevin Briganti - Nick Briganti - Shane Gustafson |

## Etapa preliminară

### Grupa A

#### Meciuri
| 10 mai 2024 | Elveția | 5 – 2      | Norvegia |  |
| 10 mai 2024 | Cehia   | 1 – 0 (OT) | Finlanda |  |

| 11 mai 2024 | Marea Britanie | 2 - 4 | Canada    |  |
| 11 mai 2024 | Austria        | 1 – 5 | Danemarca |  |
| 11 mai 2024 | Norvegia       | 3 – 6 | Cehia     |  |

| 12 mai 2024 | Finlanda  | 8 - 0 | Marea Britanie |  |
| 12 mai 2024 | Danemarca | 1 – 5 | Canada         |  |
| 12 mai 2024 | Austria   | 5 – 6 | Elveția        |  |

| 13 mai 2024 | Norvegia | 1 - 4       | Finlanda |  |
| 13 mai 2024 | Elveția  | 2 – 1 (PEN) | Cehia    |  |

| 14 mai 2024 | Danemarca | 0 - 2      | Norvegia |  |
| 14 mai 2024 | Canada    | 7 – 6 (OT) | Austria  |  |

| 15 mai 2024 | Cehia   | 7 - 4 | Danemarca      |  |
| 15 mai 2024 | Elveția | 3 – 0 | Marea Britanie |  |

| 16 mai 2024 | Finlanda | 2 - 3 | Austria  |  |
| 16 mai 2024 | Canada   | 4 – 1 | Norvegia |  |

| 17 mai 2024 | Marea Britanie | 3 - 4 | Danemarca |  |
| 17 mai 2024 | Cehia          | 4 – 0 | Austria   |  |

| 18 mai 2024 | Danemarca | 0 - 8 | Elveția        |  |
| 18 mai 2024 | Canada    | 5 – 3 | Finlanda       |  |
| 18 mai 2024 | Cehia     | 4 – 1 | Marea Britanie |  |

| 19 mai 2024 | Norvegia | 1 - 4 | Austria |  |
| 19 mai 2024 | Elveția  | 2 – 3 | Canada  |  |

| 20 mai 2024 | Marea Britanie | 2 - 5 | Norvegia  |  |
| 20 mai 2024 | Finlanda       | 3 – 1 | Danemarca |  |

| 21 mai 2024 | Austria  | 2 - 4      | Marea Britanie |  |
| 21 mai 2024 | Canada   | 4 – 3 (OT) | Cehia          |  |
| 21 mai 2024 | Finlanda | 1 – 3      | Elveția        |  |

### Grupa B

#### Meciuri
| 10 mai 2024 | Slovacia | 4 – 6 | Germania |  |
| 10 mai 2024 | Suedia   | 5 – 2 | SUA      |  |

| 11 mai 2024 | Franța  | 1 – 3      | Kazahstan |  |
| 11 mai 2024 | Polonia | 4 - 5 (OT) | Letonia   |  |
| 11 mai 2024 | SUA     | 6 – 1      | Germania  |  |

| 12 mai 2024 | Slovacia | 6 – 2      | Kazahstan |  |
| 12 mai 2024 | Letonia  | 3 - 2 (OT) | Franța    |  |
| 12 mai 2024 | Suedia   | 5 – 1      | Polonia   |  |

| 13 mai 2024 | SUA      | 4 - 5 (OT) | Slovacia |  |
| 13 mai 2024 | Germania | 1 - 6      | Suedia   |  |

| 14 mai 2024 | Kazahstan | 0 - 2 | Letonia |  |
| 14 mai 2024 | Polonia   | 2 - 4 | Franța  |  |

| 15 mai 2024 | Germania | 8 - 1 | Letonia |  |
| 15 mai 2024 | Slovacia | 4 - 0 | Polonia |  |

| 16 mai 2024 | Kazahstan | 1 - 3 | Suedia |  |
| 16 mai 2024 | SUA       | 5 - 0 | Franța |  |

| 17 mai 2024 | Germania | 8 - 2 | Kazahstan |  |
| 17 mai 2024 | Polonia  | 1 - 4 | SUA       |  |

| 18 mai 2024 | Letonia  | 2 - 7 | Suedia   |  |
| 18 mai 2024 | Germania | 4 - 2 | Polonia  |  |
| 18 mai 2024 | Franța   | 2 - 4 | Slovacia |  |

| 19 mai 2024 | SUA      | 10 - 1      | Kazahstan |  |
| 19 mai 2024 | Slovacia | 2 - 3 (PEN) | Letonia   |  |

| 20 mai 2024 | Suedia    | 3 - 1 | Franța  |  |
| 20 mai 2024 | Kazahstan | 3 - 1 | Polonia |  |

| 21 mai 2024 | Franța  | 3 - 6 | Germania |  |
| 21 mai 2024 | Letonia | 3 - 6 | SUA      |  |
| 21 mai 2024 | Suedia  | 6 - 1 | Slovacia |  |

## Runda eliminatorie
|  | Sferturi de finală | Sferturi de finală |         |   | Semifinale            | Semifinale            |  |  | Finala | Finala |
|  |                    |                    |         |   |                       |                       |  |  |        |        |
|  | 23 mai             |                    |         |   |                       |                       |  |  |        |        |
|  |                    |                    |         |   |                       |                       |  |  |        |        |
|  | Suedia             | 2 (OT)             |         |   |                       |                       |  |  |        |        |
|  | Suedia             | 2 (OT)             | 25 mai  |   |                       |                       |  |  |        |        |
|  | Finlanda           | 1                  |         |   |                       |                       |  |  |        |        |
|  | Finlanda           | 1                  | Suedia  | 3 |                       |                       |  |  |        |        |
|  | 23 mai             |                    | Suedia  | 3 |                       |                       |  |  |        |        |
|  |                    | Cehia              | 7       |   |                       |                       |  |  |        |        |
|  | SUA                | Cehia              | 7       | 0 |                       |                       |  |  |        |        |
|  | SUA                |                    | 26 mai  | 0 |                       |                       |  |  |        |        |
|  | Cehia              | 1                  |         |   |                       |                       |  |  |        |        |
|  | Cehia              | 1                  | Cehia   | 2 |                       |                       |  |  |        |        |
|  | 23 mai             |                    | Cehia   | 2 |                       |                       |  |  |        |        |
|  |                    | Elveția            | 0       |   |                       |                       |  |  |        |        |
|  | Canada             | Elveția            | 0       | 6 |                       |                       |  |  |        |        |
|  | Canada             | 25 mai             |         | 6 |                       |                       |  |  |        |        |
|  | Slovacia           | 3                  |         |   |                       |                       |  |  |        |        |
|  | Slovacia           | 3                  | Canada  | 2 |                       |                       |  |  |        |        |
|  | 23 mai             |                    | Canada  | 2 |                       |                       |  |  |        |        |
|  |                    | Elveția            | 3 (PEN) |   | Meciul pentru locul 3 | Meciul pentru locul 3 |  |  |        |        |
|  | Elveția            | Elveția            | 3 (PEN) | 3 | Meciul pentru locul 3 | Meciul pentru locul 3 |  |  |        |        |
|  | Elveția            |                    | 26 mai  | 3 |                       |                       |  |  |        |        |
|  | Germania           | 1                  |         |   |                       |                       |  |  |        |        |
|  | Germania           | 1                  | Suedia  | 4 |                       |                       |  |  |        |        |
|  |                    |                    |         |   |                       |                       |  |  |        |        |
|  | Canada             | 2                  |         |   |                       |                       |  |  |        |        |
|  | Canada             | 2                  |         |   |                       |                       |  |  |        |        |